# Styl Ludwika XV

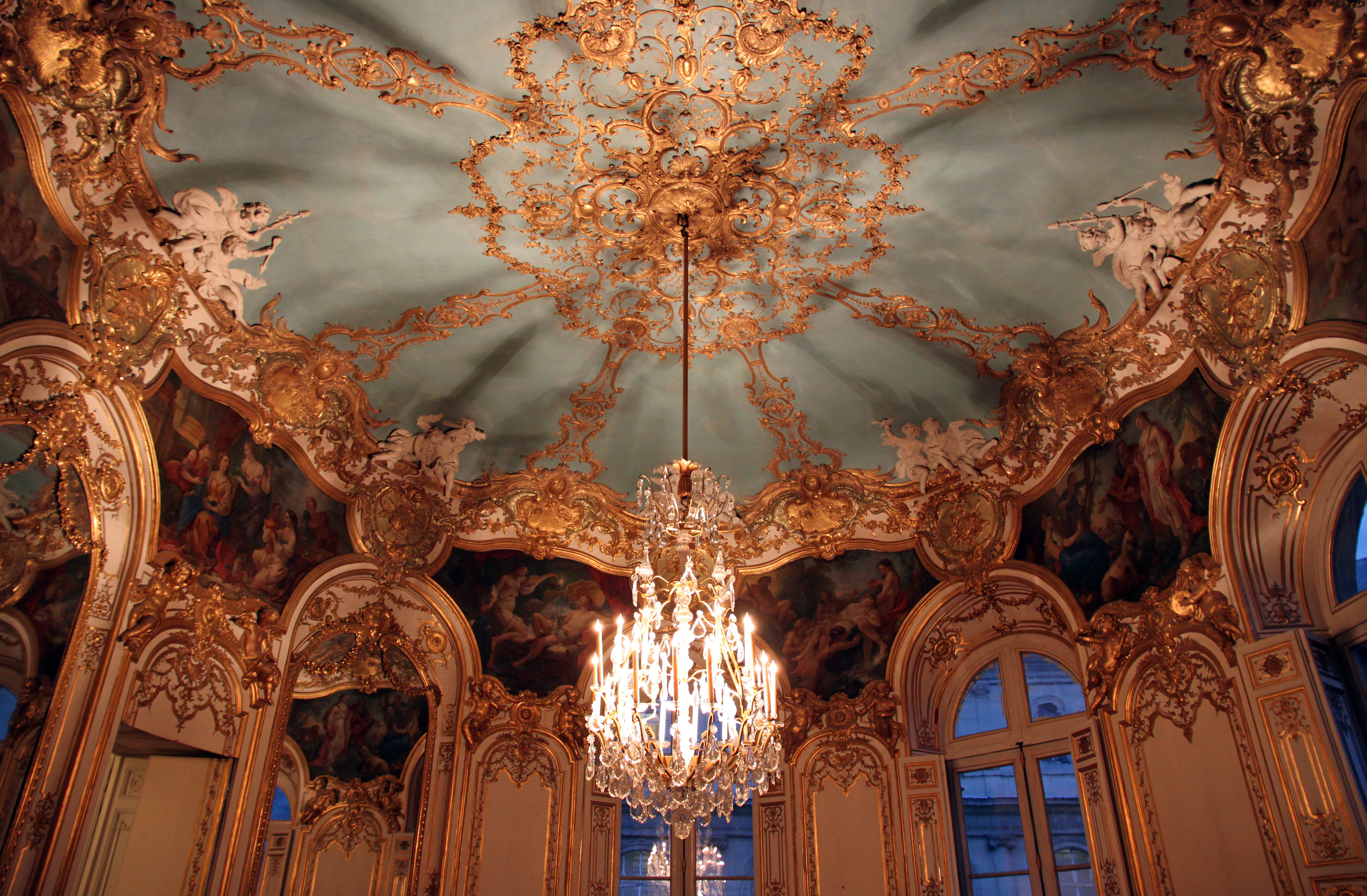
Salon owalny w Hôtel de Soubise (obecnie Archives Nationales), Paryż (1735–1740)

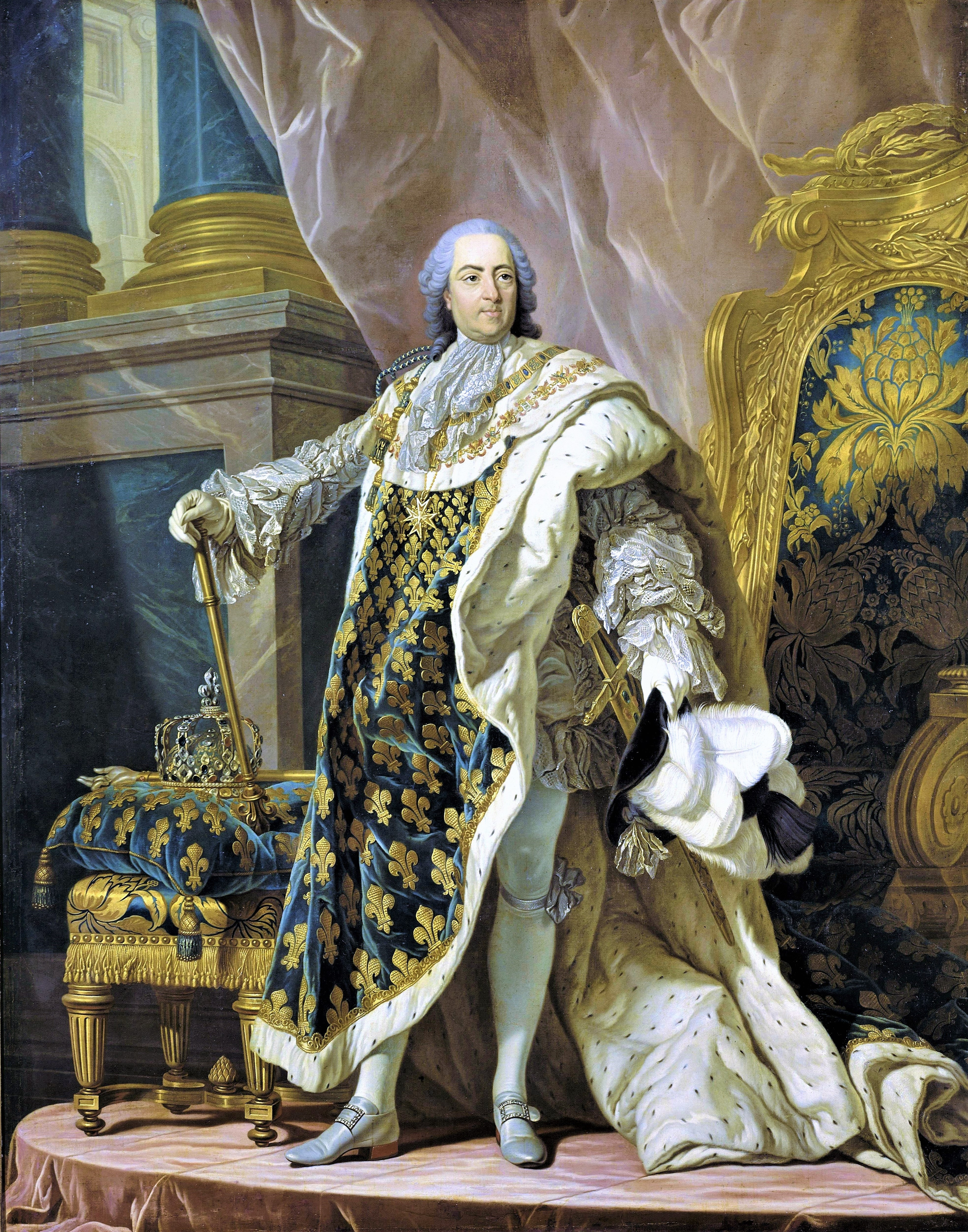
Król Francji Ludwik XV

Styl Ludwika XV (nazywany również francuskim rokokiem) – styl w sztuce związany z panowaniem we Francji króla Ludwika XV, następcy "Króla Słońce".

## Okres trwania
- krótszy niż panowanie tego władcy, trwa od 1723 r. do około 1750 r.
- także dla niektórych mebli do 1760 r.

## Odmiany stylu
- Styl oryginalny z wpływami baroku włoskiego i sztuki wschodniej (przywożone wyroby hinduskie, porcelana i laka chińska). Styl prawdziwie nastawiony na wygodę użytkownika, stąd jego nieco kobiecy charakter.

Barok, prócz wyjątków, dyskretnie pozostaje, łączy jednak umiarkowaną formę zewnętrzną z fantazją wnętrza.

### Charakterystyka
- Formy konstrukcyjne są lekkie i eleganckie, krzywoliniowe we wszystkich płaszczyznach
  - w meblach skrzyniowych wszystkie płaszczyzny są fornirowane

na frontach mebli używa się importowanych płycin z chińskiej laki
- - w meblach szkieletowych nogi zawsze konsolowe, zanikają wyraźne miejsca łączeń
- Zagadnienia technologiczne
  - materiały:

drewno satynowe, różane, palisander i amarant
Odkryto także tzw. vernis Martin - substytut laki, znacznie jednak łatwiejszy w uzyskaniu

## Rodzaje mebli
- Meble skrzyniowe:

biurko płaskie, komoda, szafa
- - Pojawiają się nowe formy mebli skojarzonych:

biurko o wierzchu łamanym zw. ośli grzbiet, sekretarzyk z opuszczaną klapą, szafki narożne występujące parami
- Meble szkieletowe:

cała gama wyściełanych siedzisk, lekkie stoliki do toalety, czesania, czytania, robótek
składane stoły do gry, 
- - Pojawiają się nowe:

łóżko z zagłówkiem - à la duchesse, łóżko - d'ange, łóżko - alkowa - często poprzeczne, podobne do łóżka à la polonaise

### Elementy dekoracyjne
- Ornamenty przestrzenne:

rocaille, kwiaty i liście w różnych układach, pęki trzcin i kwiatów, łodygi palm
- Ornamenty płaskie:

sceny rodzajowe - chińskie i wzorowane

## Galeria

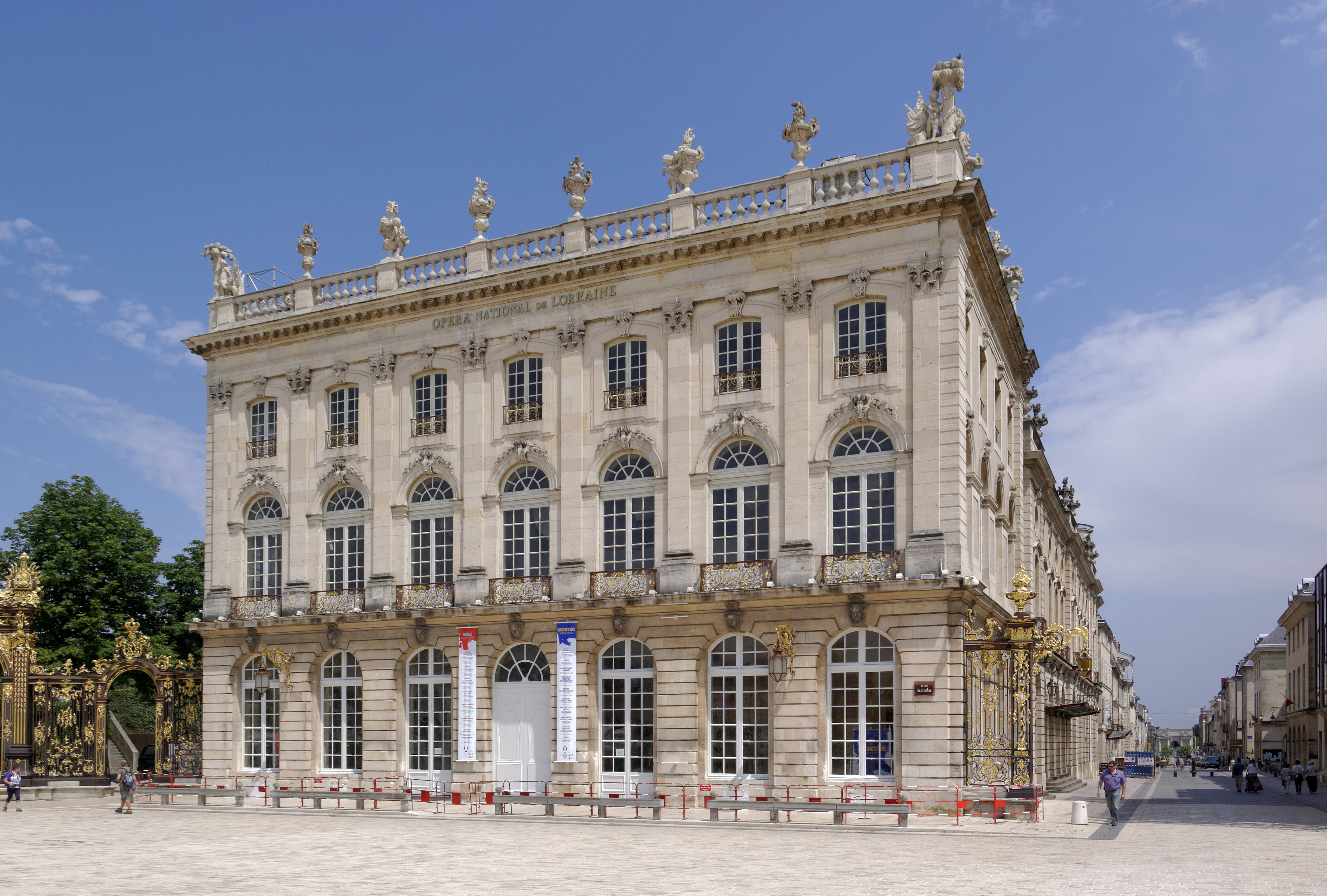
architektura - Plac Stanislas w Nancy
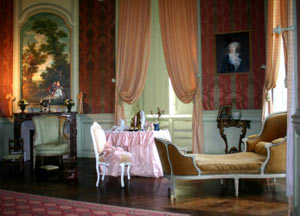
wnętrze z pałacu de Condé
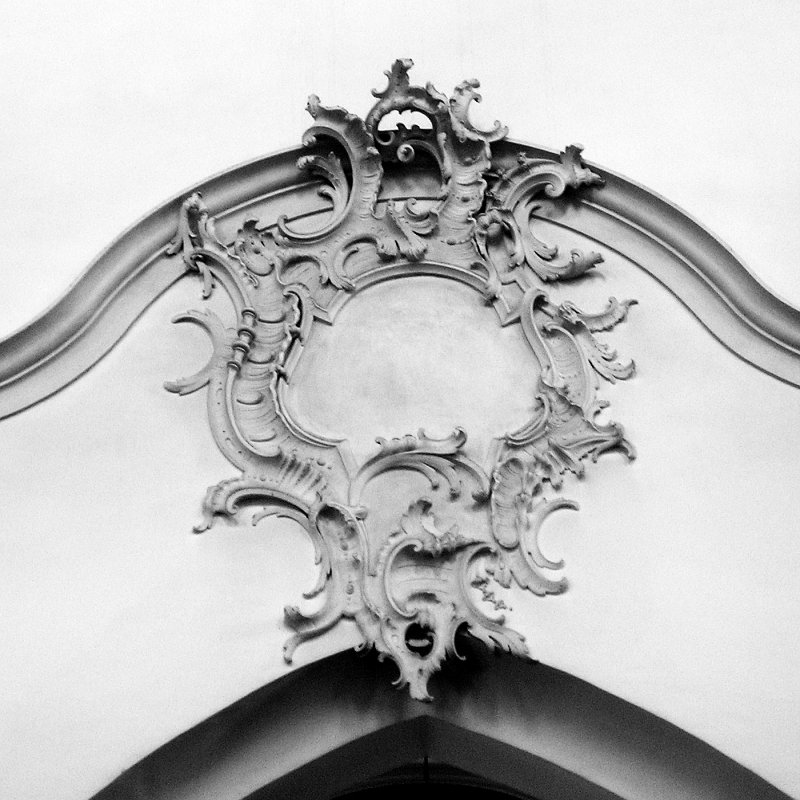
detal - ornament - rocaille

## Twórcy
- Robert de Cotte, J. i J. Gabriel - architekci
- François Boucher, Jean Chardin, Van Loo - malarze
- Bouchardon, Guillaume Coustou - Rzeźbiarze
- Charles Cressent, Pierre Migeon, Jean-François Oeben - ebeniści
- Tillard, Foliot, Gourdin - krześlarze

### Artykuły związane z tym tematem
Meble, Meblarstwo